# Sophronica fusca
Sophronica fusca är en skalbaggsart som beskrevs av Hermann Julius Kolbe 1894. Sophronica fusca ingår i släktet Sophronica och familjen långhorningar. Inga underarter finns listade i Catalogue of Life.